# CTP Iași

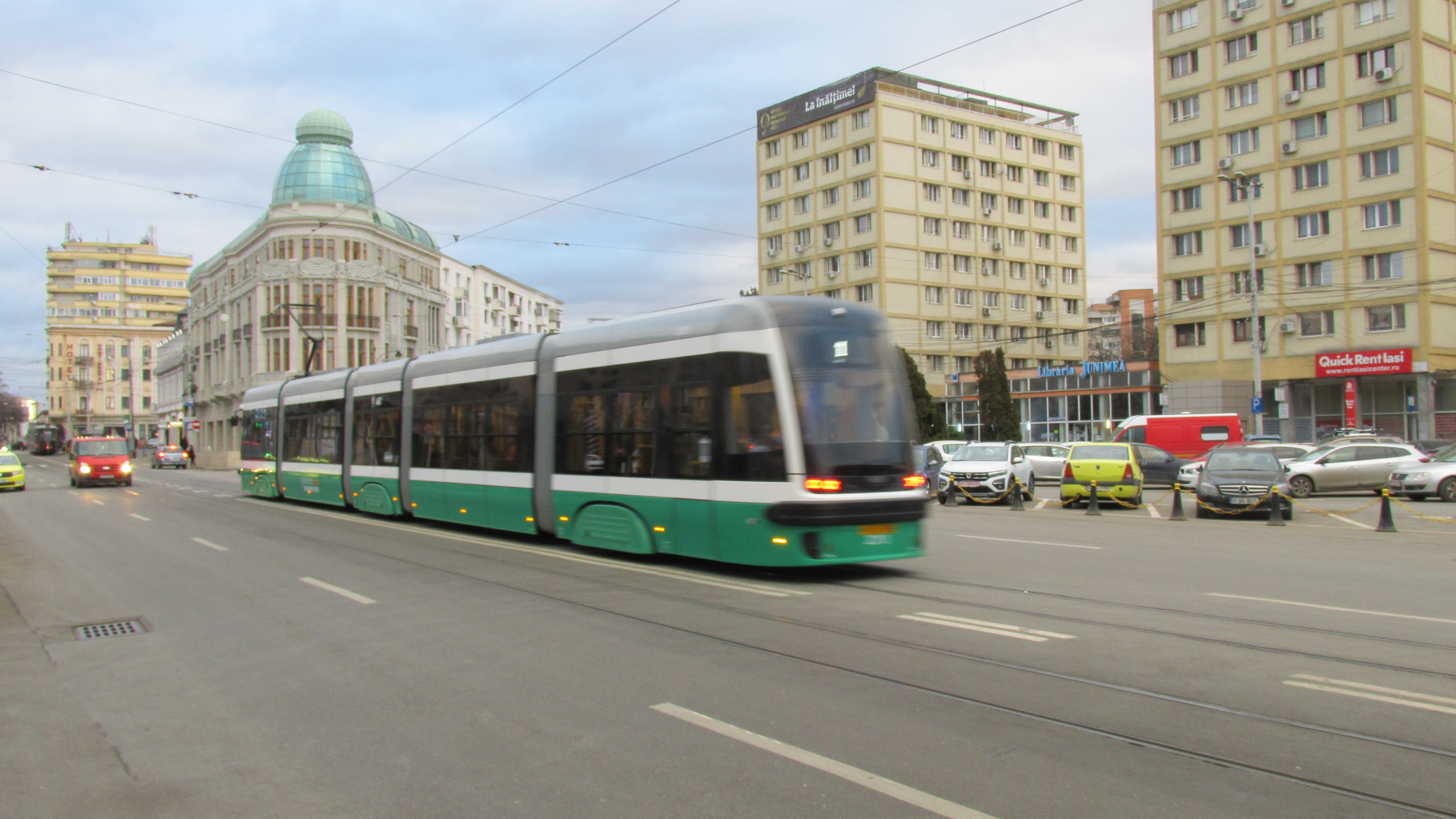
Iași: tram Pesa Swing

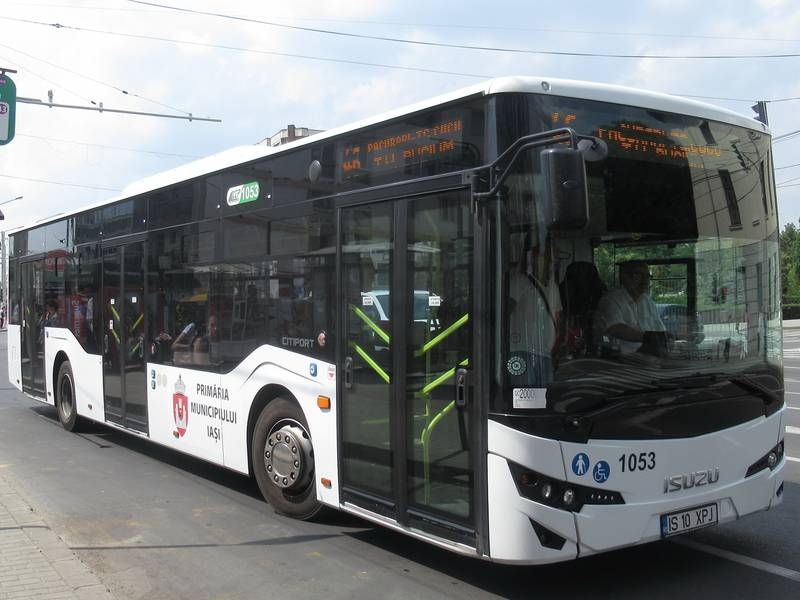
Iași: autobus Isuzu Citiport sulla linea 46

Compania de Transport Public (CTP) Iași (fino al 2016 RATP Iași, sigla di Regia Autonoma de Transport Public Iași) è l'operatore che svolge il servizio di trasporto pubblico autotranviario nella città di Iași in Romania.

## Esercizio
La CTP Iași gestisce oggi 31 linee, suddivise in 19 autolinee e 12 tranvie; l'azienda aderisce all'Uniunea Romana de Transport Public, organismo nazionale che riunisce gli operatori rumeni di trasporto pubblico.
Tra molte polemiche il servizio filoviario, costituito da 4 linee e circa 40 vetture di vecchia costruzione, è stato soppresso alla fine di febbraio del 2006.
Una linea di autobus, la n.50, collega il centro cittadino all'aeroporto.

## Parco aziendale
La flotta è costituita da:
- quasi 150 autobus, a marchio DAC, Ikarus, MAZ e Saviem; circa 50 di questi sono minibus dell'Iveco
- oltre 160 tram, prevalentemente appartenenti al modello GT4.

## Sede legale
La sede si trova a Iași.